# Contea di White (Illinois)
La contea di White ( in inglese White County ) è una contea dello Stato dell'Illinois, negli Stati Uniti. La popolazione al censimento del 2000 era di 15 371 abitanti. Il capoluogo di contea è Carmi.